# Óscar Julián Ruiz
Óscar Julián Ruiz Acosta (Villavicencio, Meta, 1 de noviembre de 1969) es un árbitro retirado de fútbol colombiano y también es abogado graduado de la Universidad Autónoma de Colombia y profesor universitario. Fue árbitro internacional entre los años 1995 y 2011, dirigiendo partidos en tres Mundiales de Fútbol. Se le conoce como El llanerito por su lugar de nacimiento: Villavicencio, Meta en los Llanos Orientales.

## Carrera en el fútbol
Durante su carrera fue nominado varias veces para el mejor árbitro de Sudamérica y el mejor latinoamericano en el escalafón de IFFHS. Óscar Julián Ruiz pitó en el torneo de fútbol profesional en Colombia desde 1993 y también pitó partidos internacionales, siendo su debut el 12 de julio de 1995 en el juego de Paraguay vs Venezuela.
En la Copa Mundial de Fútbol de 2006, pitó el partido entre las selecciones de Países Bajos vs. Costa de Marfil, causando controversia por las decisiones tomadas durante el encuentro. Posteriormente fue seleccionado para dirigir partidos en la Copa Mundial de Fútbol de 2010, en donde pitó los partidos Sudáfrica vs. Francia y Grecia vs. Nigeria de la primera fase.
Dirigió las finales de competiciones tales como el Sudamericano Sub-17 Perú 1995, el Preolímpico Sudamericano Argentina 1996, la Supercopa “João Havelange” 1996, la Copa Merconorte 1998, la Copa América 1999, la Copa Intercontinental 2000, la Copa Mercosur 2001, las finales de la Copa Libertadores de América 2003, 2007, y 2010, y la final de la Copa Sudamericana 2010.
Es el árbitro que más partidos dirigió en la Copa Libertadores de América con 57 juegos y también es el árbitro que más partidos internacionales ha pitado en Sudamérica con 106.
En 2010 fue nombrado el tercer mejor árbitro de la década 2001-2010 por la IFFHS igualado con Pierluigi Collina, solo por detrás de Lubos Michel y Markus Merk.
Según el diario El País, el 29 de octubre de 2010, en hechos confusos, fue encontrado en su casa con una aparente intoxicación. Se presumía que podía haber sido víctima de un asalto con escopolamina. En ese mismo mes fue blanco de críticas tras haber suspendido el partido entre Deportivo Pasto y Real Cartagena en el cual el equipo local fue despojado de los tres puntos, hecho que lo llevó al descenso.
El 5 de mayo de 2011 dirigió su último partido por Copa Libertadores de América entre Cerro Porteño de Paraguay y Estudiantes de la Plata de Argentina.

## Retiro del arbitraje
El 4 de junio de 2011 se despidió del arbitraje durante el partido por la semifinal del Torneo Apertura 2011 (Colombia) que Millonarios y La Equidad empataron 2-2 en el estadio Nemesio Camacho El Campín de Bogotá.
Al año siguiente de su retiro, y ya siendo miembro del comité arbitral de la FIFA, Ruiz fue acusado por delitos sexuales y por digitar arreglos arbitrales por un excolega.

## Denuncias
En 2019 fue denunciado por acoso sexual, el denunciante fue el exárbitro Harold Perilla.[cita requerida]
En septiembre de 2019 nuevamente es denunciado por acceso sexual a menor de 14 años en Colombia.